# جورج براون غود
جورج براون غود (بالإنجليزية: George Brown Goode)‏ هو عالم أسماك أمريكي، ولد في 13 فبراير 1851 في إنديانا في الولايات المتحدة، وتوفي في 6 سبتمبر 1896 في واشنطن العاصمة في الولايات المتحدة بسبب ذات الرئة.

## وصلات خارجية
- جورج براون غود على موقع الموسوعة البريطانية (الإنجليزية)